# Syndrome d'Andermann
Le syndrome d'Andermann est une maladie génétique ne se rencontrant presque exclusivement qu'au Québec, dans la population d'origine française, et plus particulièrement dans la population du Saguenay–Lac-Saint-Jean. Cette répartition particulière est due à un effet fondateur.
Le syndrome d'Andermann est une maladie neurodégénérative qui se manifeste au cours de l'enfance par de sévères neuropathies sensitive et motrice aboutissant à une hypotonie, à une diminution des réflexes et à une amyotrophie. Près des deux tiers des patients atteints sont porteurs d'une agénésie partielle ou complète du corps calleux. Le retard mental associé est souvent important et il peut être accompagné de manifestations pseudopsychotiques.
En moyenne, les enfants atteints commencent à marcher vers quatre ans et subissent une perte de locomotion vers l'âge de 14 ans. Leur durée de vie est réduite en moyenne à 33 ans.

## Sources
(en) Nicolas Dupré, Heidi C Howard, Guy A Rouleau, Hereditary Motor and Sensory Neuropathy with Agenesis of the Corpus Callosum in GeneTests: Medical Genetics Information Resource (database online). Copyright, University of Washington, Seattle. 1993-2006